# تشویق به براندازی قدرت حکومت
تشویق به براندازی قدرت حکومت، قانونی است که در سال ۱۹۹۷ در جمهوری خلق چین تصویب شده (به چینی: 煽动颠覆国家政权罪) و حساسیت گروه‌های حقوق بشری را به خاطر محدود کردن آزادی بیان، برانگیخته است.

## متن قانون
در این قانون می‌آید که:
هر کسی که با استفاده از شایعه، تهمت یا به معنای دیگر برای تشویق براندازی قدرت سیاسی دولت یا برای براندازی نظام سوسیالیستی گردد، باید به مدت حبس بیش از پنج سال محکوم کرد. با این حال، سردسته افراد مورد نظر نباید کمتر از پنج سال به زندان محکوم گردد.